# Giải vô địch bóng đá thế giới 2014 (Bảng A)
Bảng A của Giải vô địch bóng đá thế giới 2014 gồm có Brasil, Croatia, Mexico và Cameroon. Các trận đấu của bảng bắt đầu từ ngày 12 tháng 6 và kết thúc vào ngày 23 tháng 6 năm 2014.

## Các đội thuộc bảng A
| Vị trí         | Đội      | Tư cách lọt vào vòng chung kết | Ngày vượt vòng loại  | Số lần tham dự | Lần tham dự gần nhất | Thành tích tốt nhất                    | Xếp hạng FIFA |
| -------------- | -------- | ------------------------------ | -------------------- | -------------- | -------------------- | -------------------------------------- | ------------- |
| A1 (hạt giống) | Brasil   | Chủ nhà                        | 20 tháng 10 năm 2007 | 20             | 2010                 | Vô địch (1958, 1962, 1970, 1994, 2002) | 11            |
| A2             | Croatia  | Thắng Play-off UEFA            | 19 tháng 11 năm 2013 | 4              | 2006                 | Hạng ba (1998)                         | 18            |
| A3             | México   | Thắng play-off CONCACAF v OFC  | 20 tháng 11 năm 2013 | 15             | 2010                 | Tứ kết (1970, 1986)                    | 24            |
| A4             | Cameroon | Đứng thứ ba vòng loại CAF      | 17 tháng 11 năm 2013 | 7              | 2010                 | Tứ kết (1990)                          | 59            |

### Những lần chạm trán trước đây giữa các đội trong các mùa World Cup
- Brasil v Croatia:[1]
  - 2006, vòng đấu bảng: Brasil 1–0 Croatia
- Mexico v Cameroon: chưa[2]
- Brasil v Mexico:[3]
  - 1950, vòng đấu bảng: Brasil 4–0 Mexico
  - 1954, vòng đấu bảng: Brasil 5–0 Mexico
  - 1962, vòng đấu bảng: Brasil 2–0 Mexico
- Cameroon v Croatia: chưa[4]
- Cameroon v Brasil:[5]
  - 1994, vòng đấu bảng: Cameroon 0–3 Brasil
- Croatia v Mexico:[6]
  - 2002, vòng đấu bảng: Croatia 0–1 Mexico

## Thứ hạng
| Chú thích                                           |
| --------------------------------------------------- |
| Đội nhất và nhì bảng sẽ vào vòng đấu loại trực tiếp |

| Đội      | Tr | T | H | B | BT | BB | HS | Đ |
| -------- | -- | - | - | - | -- | -- | -- | - |
| Brasil   | 3  | 2 | 1 | 0 | 7  | 2  | +5 | 7 |
| México   | 3  | 2 | 1 | 0 | 4  | 1  | +3 | 7 |
| Croatia  | 3  | 1 | 0 | 2 | 6  | 6  | 0  | 3 |
| Cameroon | 3  | 0 | 0 | 3 | 1  | 9  | −8 | 0 |

## Các trận đấu bảng A

### Brasil v Croatia
| Brasil                                | 3–1      | Croatia            |
| ------------------------------------- | -------- | ------------------ |
| Neymar 29', 71' (ph.đ.) · Oscar 90+1' | Chi tiết | Marcelo 11' (l.n.) |

| Brasil | Croatia |

| GK                      | 12 | Júlio César      |     |     |
| RB                      | 2  | Dani Alves       |     |     |
| CB                      | 3  | Thiago Silva (c) |     |     |
| CB                      | 4  | David Luiz       |     |     |
| LB                      | 6  | Marcelo          |     |     |
| DM                      | 8  | Paulinho         |     | 63' |
| DM                      | 17 | Luiz Gustavo     | 88' |     |
| RW                      | 7  | Hulk             |     | 68' |
| AM                      | 11 | Oscar            |     |     |
| LW                      | 10 | Neymar           | 27' | 88' |
| CF                      | 9  | Fred             |     |     |
| Vào thay người:         |    |                  |     |     |
| MF                      | 18 | Hernanes         |     | 63' |
| MF                      | 20 | Bernard          |     | 68' |
| MF                      | 16 | Ramires          |     | 88' |
| Huấn luyện viên trưởng: |    |                  |     |     |
| Luiz Felipe Scolari     |    |                  |     |     |

| GK                      | 1  | Stipe Pletikosa  |     |     |
| RB                      | 11 | Darijo Srna (c)  |     |     |
| CB                      | 5  | Vedran Ćorluka   | 65' |     |
| CB                      | 6  | Dejan Lovren     | 69' |     |
| LB                      | 2  | Šime Vrsaljko    |     |     |
| CM                      | 10 | Luka Modrić      |     |     |
| CM                      | 7  | Ivan Rakitić     |     |     |
| RW                      | 4  | Ivan Perišić     |     |     |
| AM                      | 20 | Mateo Kovačić    |     | 61' |
| LW                      | 18 | Ivica Olić       |     |     |
| CF                      | 9  | Nikica Jelavić   |     | 78' |
| Vào thay người:         |    |                  |     |     |
| MF                      | 14 | Marcelo Brozović |     | 61' |
| FW                      | 16 | Ante Rebić       |     | 78' |
| Huấn luyện viên trưởng: |    |                  |     |     |
| Niko Kovač              |    |                  |     |     |

| Cầu thủ xuất sắc nhất trận: Neymar (Brasil) Trợ lý trọng tài: Sagara Toru (Nhật Bản) Nagi Toshiyuki (Nhật Bản) Trọng tài bàn: Alireza Faghani (Iran) Trọng tài dự bị: Hassan Kamranifar (Iran) |

### Mexico v Cameroon
| México      | 1–0      | Cameroon |
| ----------- | -------- | -------- |
| Peralta 61' | Chi tiết |          |

| Mexico | Cameroon |

| GK                      | 13 | Guillermo Ochoa     |     |       |
| CB                      | 2  | Francisco Rodríguez |     |       |
| CB                      | 4  | Rafael Márquez (c)  |     |       |
| CB                      | 15 | Héctor Moreno       | 57' |       |
| RWB                     | 22 | Paul Aguilar        |     |       |
| LWB                     | 7  | Miguel Layún        |     |       |
| DM                      | 23 | José Juan Vázquez   |     |       |
| CM                      | 6  | Héctor Herrera      |     | 90+2' |
| CM                      | 18 | Andrés Guardado     |     | 69'   |
| SS                      | 10 | Giovani dos Santos  |     |       |
| CF                      | 19 | Oribe Peralta       |     | 74'   |
| Vào thay người:         |    |                     |     |       |
| MF                      | 8  | Marco Fabián        |     | 69'   |
| FW                      | 14 | Javier Hernández    |     | 74'   |
| DF                      | 3  | Carlos Salcido      |     | 90+2' |
| Huấn luyện viên trưởng: |    |                     |     |       |
| Miguel Herrera          |    |                     |     |       |

| GK                      | 16 | Charles Itandje          |     |     |
| RB                      | 4  | Cédric Djeugoué          |     | 46' |
| CB                      | 3  | Nicolas N'Koulou         |     |     |
| CB                      | 14 | Aurélien Chedjou         |     |     |
| LB                      | 2  | Benoît Assou-Ekotto      |     |     |
| DM                      | 6  | Alex Song                |     | 79' |
| RM                      | 17 | Stéphane Mbia            |     |     |
| LM                      | 18 | Eyong Enoh               |     |     |
| AM                      | 8  | Benjamin Moukandjo       |     |     |
| AM                      | 13 | Eric Maxim Choupo-Moting |     |     |
| CF                      | 9  | Samuel Eto'o (c)         |     |     |
| Vào thay người:         |    |                          |     |     |
| DF                      | 5  | Dany Nounkeu             | 77' | 46' |
| FW                      | 15 | Pierre Webó              |     | 79' |
| Huấn luyện viên trưởng: |    |                          |     |     |
| Volker Finke            |    |                          |     |     |

| Cầu thủ xuất sắc nhất trận: Giovani dos Santos (México) Trợ lý trọng tài: Humberto Clavijo (Colombia) Eduardo Díaz (Colombia) Trọng tài bàn: Norbert Hauata (Tahiti) Trọng tài dự bị: Aden Marwa (Kenya) |

### Brasil v Mexico
| Brasil | 0–0      | México |
| ------ | -------- | ------ |
|        | Chi tiết |        |

| Brasil | México |

| GK                      | 12 | Júlio César      |     |     |
| RB                      | 2  | Dani Alves       |     |     |
| CB                      | 3  | Thiago Silva (c) | 79' |     |
| CB                      | 4  | David Luiz       |     |     |
| LB                      | 6  | Marcelo          |     |     |
| DM                      | 8  | Paulinho         |     |     |
| DM                      | 17 | Luiz Gustavo     |     |     |
| CM                      | 11 | Oscar            |     | 84' |
| RW                      | 16 | Ramires          | 45' | 46' |
| LW                      | 10 | Neymar           |     |     |
| CF                      | 9  | Fred             |     | 68' |
| Vào thay người:         |    |                  |     |     |
| MF                      | 20 | Bernard          |     | 46' |
| FW                      | 21 | Jô               |     | 68' |
| MF                      | 19 | Willian          |     | 84' |
| Huấn luyện viên trưởng: |    |                  |     |     |
| Luiz Felipe Scolari     |    |                  |     |     |

| GK                      | 13 | Guillermo Ochoa     |     |     |
| CB                      | 2  | Francisco Rodríguez |     |     |
| CB                      | 4  | Rafael Márquez (c)  |     |     |
| CB                      | 15 | Héctor Moreno       |     |     |
| RWB                     | 22 | Paul Aguilar        | 59' |     |
| LWB                     | 7  | Miguel Layún        |     |     |
| DM                      | 23 | José Juan Vázquez   | 62' |     |
| CM                      | 6  | Héctor Herrera      |     | 76' |
| CM                      | 18 | Andrés Guardado     |     |     |
| SS                      | 10 | Giovani dos Santos  |     | 84' |
| CF                      | 19 | Oribe Peralta       |     | 74' |
| Vào thay người:         |    |                     |     |     |
| FW                      | 14 | Javier Hernández    |     | 74' |
| MF                      | 8  | Marco Fabián        |     | 76' |
| FW                      | 9  | Raúl Jiménez        |     | 84' |
| Huấn luyện viên trưởng: |    |                     |     |     |
| Miguel Herrera          |    |                     |     |     |

| Cầu thủ xuất sắc nhất trận: Guillermo Ochoa (Mexico) Trợ lý trọng tài: Bahattin Duran (Thổ Nhĩ Kỳ) Tarık Ongun (Thổ Nhĩ Kỳ) Trọng tài bàn: Svein Oddvar Moen (Na Uy) Trọng tài dự bị: Kim Haglund (Na Uy) |

### Cameroon v Croatia
| Cameroon | 0–4      | Croatia                                     |
| -------- | -------- | ------------------------------------------- |
|          | Chi tiết | Olić 11' · Perišić 48' · Mandžukić 61', 73' |

| Cameroon | Croatia |

| GK                      | 16 | Charles Itandje          |     |     |
| RB                      | 17 | Stéphane Mbia            |     |     |
| CB                      | 14 | Aurélien Chedjou         |     | 46' |
| CB                      | 3  | Nicolas N'Koulou (c)     |     |     |
| LB                      | 2  | Benoît Assou-Ekotto      |     |     |
| DM                      | 21 | Joël Matip               |     |     |
| CM                      | 6  | Alex Song                | 40' |     |
| CM                      | 18 | Eyong Enoh               |     |     |
| RW                      | 13 | Eric Maxim Choupo-Moting |     | 75' |
| LW                      | 8  | Benjamin Moukandjo       |     |     |
| CF                      | 10 | Vincent Aboubakar        |     | 70' |
| Vào thay người:         |    |                          |     |     |
| DF                      | 5  | Dany Nounkeu             |     | 46' |
| FW                      | 15 | Pierre Webó              |     | 70' |
| MF                      | 20 | Edgar Salli              |     | 75' |
| Huấn luyện viên trưởng: |    |                          |     |     |
| Volker Finke            |    |                          |     |     |

| GK                      | 1  | Stipe Pletikosa |     |     |
| RB                      | 11 | Darijo Srna (c) |     |     |
| CB                      | 5  | Vedran Ćorluka  |     |     |
| CB                      | 6  | Dejan Lovren    |     |     |
| LB                      | 3  | Danijel Pranjić |     |     |
| CM                      | 10 | Luka Modrić     |     |     |
| CM                      | 7  | Ivan Rakitić    |     |     |
| RW                      | 4  | Ivan Perišić    |     | 78' |
| AM                      | 19 | Sammir          |     | 72' |
| LW                      | 18 | Ivica Olić      |     | 69' |
| CF                      | 17 | Mario Mandžukić |     |     |
| Vào thay người:         |    |                 |     |     |
| FW                      | 22 | Eduardo         | 89' | 69' |
| MF                      | 20 | Mateo Kovačić   |     | 72' |
| FW                      | 16 | Ante Rebić      |     | 78' |
| Huấn luyện viên trưởng: |    |                 |     |     |
| Niko Kovač              |    |                 |     |     |

| Cầu thủ xuất sắc nhất trận: Mario Mandžukić (Croatia) Trợ lý trọng tài: Bertino Cunha (Bồ Đào Nha) Tiago Trigo (Bồ Đào Nha) Trọng tài bàn: Walter López (Guatemala) Trọng tài dự bị: Leonel Leal (Costa Rica) |

### Cameroon v Brasil
| Cameroon  | 1–4      | Brasil                                       |
| --------- | -------- | -------------------------------------------- |
| Matip 26' | Chi tiết | Neymar 17', 35' · Fred 49' · Fernandinho 84' |

| Cameroon | Brasil |

| GK                      | 16 | Charles Itandje          |     |     |
| RB                      | 22 | Allan Nyom               |     |     |
| CB                      | 3  | Nicolas N'Koulou (c)     |     |     |
| CB                      | 21 | Joël Matip               |     |     |
| LB                      | 12 | Henri Bedimo             |     |     |
| DM                      | 7  | Landry N'Guémo           |     |     |
| CM                      | 17 | Stéphane Mbia            | 80' |     |
| CM                      | 18 | Eyong Enoh               | 11' |     |
| RW                      | 13 | Eric Maxim Choupo-Moting |     | 81' |
| LW                      | 8  | Benjamin Moukandjo       |     | 58' |
| CF                      | 10 | Vincent Aboubakar        |     | 72' |
| Vào thay người:         |    |                          |     |     |
| MF                      | 20 | Edgar Salli              | 76' | 58' |
| FW                      | 15 | Pierre Webó              |     | 72' |
| MF                      | 11 | Jean Makoun              |     | 81' |
| Huấn luyện viên trưởng: |    |                          |     |     |
| Volker Finke            |    |                          |     |     |

| GK                      | 12 | Júlio César      |  |     |
| RB                      | 2  | Dani Alves       |  |     |
| CB                      | 3  | Thiago Silva (c) |  |     |
| CB                      | 4  | David Luiz       |  |     |
| LB                      | 6  | Marcelo          |  |     |
| DM                      | 17 | Luiz Gustavo     |  |     |
| RM                      | 8  | Paulinho         |  | 46' |
| LM                      | 11 | Oscar            |  |     |
| RW                      | 7  | Hulk             |  | 63' |
| LW                      | 10 | Neymar           |  | 71' |
| CF                      | 9  | Fred             |  |     |
| Vào thay người:         |    |                  |  |     |
| MF                      | 5  | Fernandinho      |  | 46' |
| MF                      | 16 | Ramires          |  | 63' |
| MF                      | 19 | Willian          |  | 71' |
| Huấn luyện viên trưởng: |    |                  |  |     |
| Luiz Felipe Scolari     |    |                  |  |     |

| Cầu thủ xuất sắc nhất trận: Neymar (Brasil) Trợ lý trọng tài: Mathias Klasenius (Thụy Điển) Daniel Wärnmark (Thụy Điển) Trọng tài bàn: Svein Oddvar Moen (Na Uy) Trọng tài dự bị: Kim Haglund (Na Uy) |

### Croatia v Mexico
| Croatia     | 1–3      | México                                     |
| ----------- | -------- | ------------------------------------------ |
| Perišić 87' | Chi tiết | Márquez 72' · Guardado 75' · Hernández 82' |

| Croatia | México |

| GK                      | 1  | Stipe Pletikosa |     |     |
| RB                      | 11 | Darijo Srna (c) |     |     |
| CB                      | 5  | Vedran Ćorluka  |     |     |
| CB                      | 6  | Dejan Lovren    |     |     |
| LB                      | 2  | Šime Vrsaljko   |     | 58' |
| CM                      | 7  | Ivan Rakitić    | 9'  |     |
| CM                      | 3  | Danijel Pranjić |     | 74' |
| RW                      | 4  | Ivan Perišić    |     |     |
| AM                      | 10 | Luka Modrić     |     |     |
| LW                      | 18 | Ivica Olić      |     | 69' |
| CF                      | 17 | Mario Mandžukić |     |     |
| Vào thay người:         |    |                 |     |     |
| MF                      | 20 | Mateo Kovačić   |     | 58' |
| FW                      | 16 | Ante Rebić      | 89' | 69' |
| FW                      | 9  | Nikica Jelavić  |     | 74' |
| Huấn luyện viên trưởng: |    |                 |     |     |
| Niko Kovač              |    |                 |     |     |

| GK                      | 13 | Guillermo Ochoa     |     |     |
| CB                      | 2  | Francisco Rodríguez |     |     |
| CB                      | 4  | Rafael Márquez (c)  | 39' |     |
| CB                      | 15 | Héctor Moreno       |     |     |
| RWB                     | 22 | Paul Aguilar        |     |     |
| LWB                     | 7  | Miguel Layún        |     |     |
| DM                      | 23 | José Juan Vázquez   | 66' |     |
| CM                      | 6  | Héctor Herrera      |     |     |
| CM                      | 18 | Andrés Guardado     |     | 84' |
| SS                      | 10 | Giovani dos Santos  |     | 62' |
| CF                      | 19 | Oribe Peralta       |     | 79' |
| Vào thay người:         |    |                     |     |     |
| FW                      | 14 | Javier Hernández    |     | 62' |
| MF                      | 21 | Carlos Peña         |     | 79' |
| MF                      | 8  | Marco Fabián        |     | 84' |
| Huấn luyện viên trưởng: |    |                     |     |     |
| Miguel Herrera          |    |                     |     |     |

| Cầu thủ xuất sắc nhất trận: Rafael Márquez (Mexico) Trợ lý trọng tài: Abdukhamidullo Rasulov (Uzbekistan) Bakhadyr Kochkarov (Kyrgyzstan) Trọng tài bàn: Néant Alioum (Cameroon) Trọng tài dự bị: Djibril Camara (Sénégal) |